# 三根川
三根川（みねがわ）は、上対馬南西部を南へ流れ、対馬海峡西水道の三根湾へ注ぐ二級河川である。流域は長崎県対馬市に属する。
対馬では仁田川・佐護川・佐須川に次ぐ4番目の規模をもつ。下流域の三根地区は対馬島内で最も早く開けた地域で、多くの遺跡がある。谷に沿って各方面への道が作られ、上対馬の交通の要所となっている。

## 流域
三根地区の北東、三根と仁田のほぼ中間にある高野山（標高351m）を水源とする。上流部は山田山（標高285m）、大星山（標高348m）といった標高300m前後の山に馬蹄形に囲まれていて、山の斜面には多くの谷が刻まれる。三根地区の集落へ入る前に、南東方向から佐賀ノ内川、北からヤカノ内川が合流する。
下流域は左右から迫る山地の間に狭い谷底平野が形成され、川は著しく蛇行しながら南西へ流れる。流れに沿って上里・中里・下里（井手・坂根）・田志・浜の5集落がある。河口付近の田志で北西から田志川が合流し、河口の浜で三根湾へ注ぐ。
下流域の三根周辺には遺跡が多く、弥生時代の井手遺跡・ガヤノキ遺跡・高松壇遺跡・坂堂遺跡、続く古墳時代のシオツボ遺跡などがある。弥生-古墳時代にはここが対馬の中心部として栄えていたと考えられている。15世紀の李氏朝鮮の書物『海東諸国紀』では、当時の三根は650戸という対馬第一の集落であったことが記されている。

### 支流
佐賀ノ内川（さかのうちがわ）
流域の南にある合戸山（標高187m）から北へ流れ、ヤマノウシロ川・アマセ川を併せて上里の上流で三根川へ合流する。
ヤカノ内川
山田山西側斜面から南へ流れ、上里の集落を抜けて三根川へ合流する。
田志川
曾根山（標高216m）から南へ流れ、田志の集落を抜けて三根川へ合流する。

## 関連道路
国道382号
北の仁田方面から本流に沿って走り、三根を通過して南の仁位へ抜ける。
三根川河口に架かる三根大橋は、昭和20年代に最初の木造の橋が架けられた。昭和33年（1958年）に鉄筋コンクリート橋に架け替えられ、昭和61年（1986年）に再架替が行われた。
長崎県道48号木坂佐賀線
三根湾の西にある木坂から、三根湾沿いに国道382号へ合流し、佐賀ノ内川に沿って東の佐賀（さか）へ抜ける。